# Herman Boerhaave
Pour les articles homonymes, voir Boerhaave.
Herman Boerhaave (\bɔ.ɛʁ.ɑv\), de son vrai nom Boerhaaven (31 décembre 1668, Voorhout près de Leyde – 23 septembre 1738, Leyde) est un botaniste, médecin et chimiste néerlandais. Il a rénové la didactique médicale, en faisant de l'université de Leyde, le premier centre médical d'Europe au début du XVIIIe siècle.
Sa méthode d'enseignement, fondée sur l'ordre et la clarté, et sur un apprentissage au lit des malades, lui a valu en son temps une influence et une renommée universelle.

## Biographie

### Enfance
Il est issu d'une famille de commerçants modestes de Leyde. Son père, Jacques Boerhaave, était pasteur du village de Voorhout, attenant à Leyde. C'était un érudit qui connaissait le latin, le grec et l'hébreu. En 1663, il épouse Hagar Daelder, fille d'un marchand d'Amsterdam, qui lui donne cinq filles et un garçon, Herman en 1668. Elle décède en 1673. Jacques Boerhaave épouse en secondes noces Eve Dubois, fille d'un marchand de Leyde, qui lui donne trois enfants. Dans un abrégé qu'il fit de sa vie, Herman écrit qu'il la considère comme sa véritable mère, disant qu'ils vécurent ensemble dans la tendresse et l'harmonie. Il dédie d'ailleurs son traité de chimie à son demi-frère Jacques Boerhaave (même prénom que son père).
Son père lui fait apprendre très tôt les langues savantes, le destinant à devenir pasteur. À l'âge de 11 ans, il est déjà très instruit en latin, grec et histoire universelle. En 1682, à l'âge de 14 ans, il se rend à Leyde pour compléter ses études et faire ses humanités. Il se distingue tellement qu'il fait sa rhétorique à quinze ans. Il est âgé d'à peine 16 ans lorsque son père décède, laissant peu de biens : il se retrouve chargé de famille (sa belle-mère et huit enfants). Un ami de son père le recommande chaudement à Van Alphen, bourgmestre de Leyde, qui lui procure avec générosité les ressources qui lui manquent.

### Études universitaires
Il étudie avec ardeur l'hébreu, le chaldéen, l'histoire, la philosophie, la géographie, la théologie, les mathématiques, etc., et ne se livre exclusivement à la médecine qu'à l'âge de vingt-deux ans. Il prend alors goût aux sciences, et rêve d'être à la fois pasteur (selon les vœux de son père) et médecin.
En 1688, à l'âge de 20 ans, il obtient une médaille d'or de la ville de Leyde dans une épreuve de discours académique sur Cicéron réfutant Epicure sur le souverain bien. En 1689, il devient docteur en philosophie à l'université de Leyde. Dans sa thèse, intitulée De distinctione mentis a corpore, il soutient la distinction de l'âme et du corps en critiquant les doctrines d'Épicure, de Thomas Hobbes et de Spinoza.
« Ce monstre d'incrédulité, Spinoza, dont l'athéisme ressemble assez au labyrinthe de Dédale, tant il y a de tours et de détours dans son système. Mais Boerhaave le suit partout, et partout il porte la lumière ; plus fort qu'Hercule, il abat d'un seul coup toutes les têtes de l'hydre qu'il attaque. Ceux qui liront cette dissertation, auront peine à croire qu'elle soit l'ouvrage d'un jeune homme. »
Il exerce la fonction de pasteur, tout en donnant des leçons de mathématiques pour poursuivre ses études. Son intérêt pour la médecine proviendrait du fait qu'il fut atteint d'un ulcère à la cuisse, à l'âge de 13 ans, rebelle à tous les traitements durant plus de 7 ans. Boerhaave décida alors de se traiter lui-même, il se guérit en peu de temps en humectant son ulcère avec son urine et du sel. En conséquence, ses études de médecine sont en majeure partie celles d'un autodidacte.
Hermann Boerhaave lut tous les livres de médecine, en commençant par l'Anatomie de son époque (Vésale, Fallope, Bartholin...). Il suit les dissections de Frederik Ruysch (1638-1731), il travaille chez lui ses propres dissections particulières. Puis il aborde tous les médecins anciens, en les lisant par ordre chronologique, et termine en faisant de même avec les médecins modernes. Il aurait eu le don de la lecture rapide, mais restant soignée et exacte. Il en conclut que tout ce qu'il y a de bon se retrouve dans deux auteurs : Hippocrate chez les anciens, et Sydenham chez les modernes.
Il s'applique ensuite à la chimie, puis à la botanique, apprenant tout ce qu'on pouvait savoir de son temps, mais en voulant aussi voir par ses propres yeux et toucher de ses propres mains. Reçu docteur à Harderwijk dans le Gueldre en 1693, il revint à Leyde pour apprendre qu'une rumeur le concernait : il serait devenu athée et adepte de Spinoza. Très affecté par la jalousie de ses rivaux en théologie, il abandonne l'idée de rester pasteur pour ne devenir que médecin. Au bout de quelques années, grâce à l'appui de ses amis, il est appelé à suppléer le professeur de médecine Charles Drelincourt, son ancien maître.
C'est alors qu'il commença ces célèbres leçons qui lui attirèrent des auditeurs venus de tous les pays.

### Professeur de plusieurs chaires

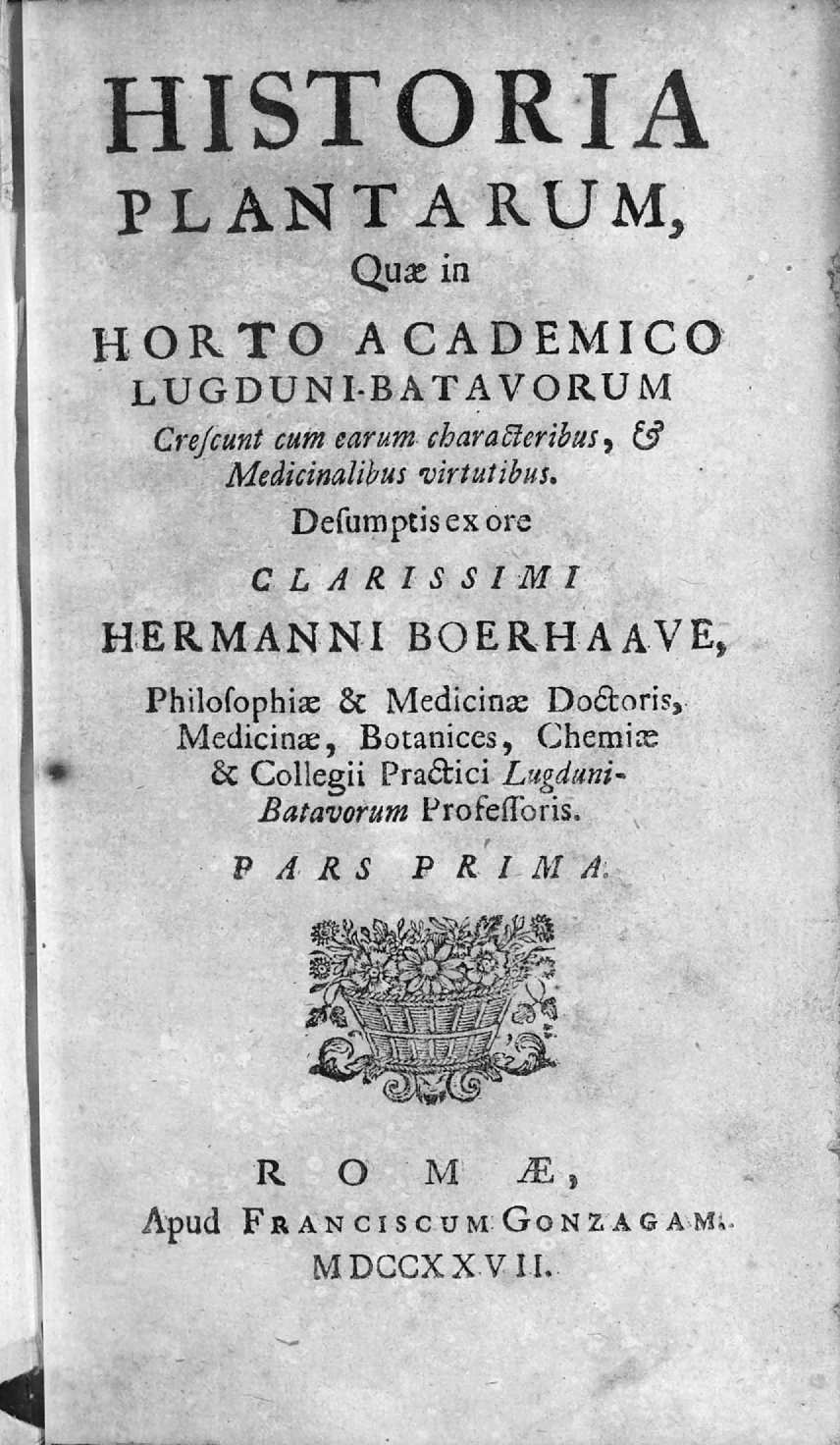
Historia plantarum quae in Horto Academico Lugduni-Batavorum crescunt, 1727

En 1701, il entre à l'Institut de médecine de Leyde, comme successeur de Drelincourt à la chaire de Théorie médicale. Dans son discours inaugural, De commendando Hippocratis studio, il affirme prendre le médecin grec comme modèle. En 1709, il devient professeur titulaire de médecine, et il est peu après chargé de la botanique à l'université de Leyde. Il augmente considérablement les collections du jardin botanique de sa ville (de 1 000 à plus de 2 000 espèces en l'espace de dix ans) et publie de nombreux travaux sur la description de nouvelles espèces de plantes, dont le genre Pavia qu’il nomma ainsi afin d’honorer Pieter Pauw, un autre botaniste hollandais. Boerhaave demande à des employés des compagnies hollandaises des Indes de lui faire parvenir des végétaux exotiques.
En 1714, il est nommé recteur de l'université de Leyde. La même année, il succède à Govard Bidloo (1649-1713) à la chaire de médecine clinique, ce qui lui permet de mettre en œuvre ses idées sur un nouveau système d'enseignement de la clinique, plus moderne. Plus tard, en 1718, il obtient également la chaire de chimie, qu'il occupait du reste comme suppléant depuis quinze ans. Dès cette année, Boerhaave enseigne les idées de Rudolf Jakob Camerarius sur la sexualité des végétaux. Enfin, continuant la tradition du célèbre François de Le Boë (1614-1672), il fit ouvrir aux étudiants un hôpital où, deux fois par semaine, il leur fit une véritable clinique.
Il cumule les fonctions de recteur et de professeur de quatre chaires. Il est mentionné comme le communis Europæ præceptor ou le magister totius Europae.

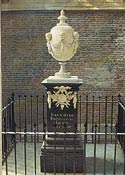
Monument à la mémoire de Boerhaave, Église Saint-Pierre de Leyde.

Malgré le régime hygiénique qu'il s'était imposé, Boerhaave fut atteint d'un accès de goutte compliqué de paralysie en 1722 ; son retour à l'enseignement fut salué comme un bonheur public, et le soir, toute la ville fut spontanément illuminée. De nouvelles attaques, en 1727 et en 1729, l'obligèrent en 1730 de se démettre de ses fonctions. En 1728, il est élu à l'Académie des sciences comme associé étranger, et deux ans plus tard à la Royal Society de Londres.
Une dernière maladie l'emporta en 1738, à l'âge de près de 70 ans. Il laissa à sa fille unique des biens d'une valeur de deux millions de florins.
La ville de Leyde éleva un monument à sa mémoire dans l'Église Saint-Pierre. C'est une urne sur un piédestal de marbre noir dont le chapiteau est entouré d'une draperie de marbre blanc. Sur l'urne se trouve un groupe de six têtes, quatre représentant les âges de la vie et deux les sciences. Sur le marbre blanc, se trouvent des emblèmes de maladies et de leurs remèdes. Une face du piédestal porte un médaillon avec le portrait de Boerhaave en cheveux gris, avec sa devise Simplex sigillum veri  (la simplicité est le sceau de la vérité). Le bas du piédestal porte le salut de la ville de Leyde : Salutifero Boerhaavii Genio Sacrum.

### Élèves notables
- Frederik Bernard Albinus
- Charles Alston
- Jean-Baptiste Bassand
- Abraham Kaau Boerhaave, son neveu
- Hieronymus David Gaubius
- Johann Adam Kulmus
- Johann Nathanael Lieberkühn
- Johan Stensson Rothman
- Gerard van Swieten

## Son rôle en sciences et médecine

### Apports scientifiques

#### Médecine
En médecine (savoir positif), Boerhaave n'a fait aucune découverte importante. On lui doit cependant deux observations anatomo-cliniques (autopsies de patients décédés de leur maladie), en 1724 celle du baron de Wassenaer, mort d'une rupture de l'œsophage provoquée par un émétique (syndrome de Boerhaave) ; en 1728, celle du marquis de Saint-Alban, mort d'une tumeur médiastinale. Ce sont les premières mentions historiques de ces pathologies.
Sous le microscope, Boerhaave découvre le phénomène d'hémolyse, c'est-à-dire la destruction des globules rouges, quand il ajoute de l'eau à une goutte de sang. Il croit voir les globules rouges se subdiviser en 6 globules jaunâtres plus petits, chacun se subdivisant à leur tour en 6 globules minuscules transparents.
Il fut aussi le créateur de la chaise rotative. Selon lui on pouvait guérir des troubles mentaux (idées fixes) en installant le patient sur une chaise et en le faisant tourner jusqu'à ce qu'il devienne inconscient.

#### Botanique et Chimie
Son apport est plus important en botanique et en chimie. Il joue un rôle considérable dans l'émergence de la botanique moderne, notamment en rapprochant cette discipline de la zoologie, premier pas vers la création d'une discipline commune : la biologie.

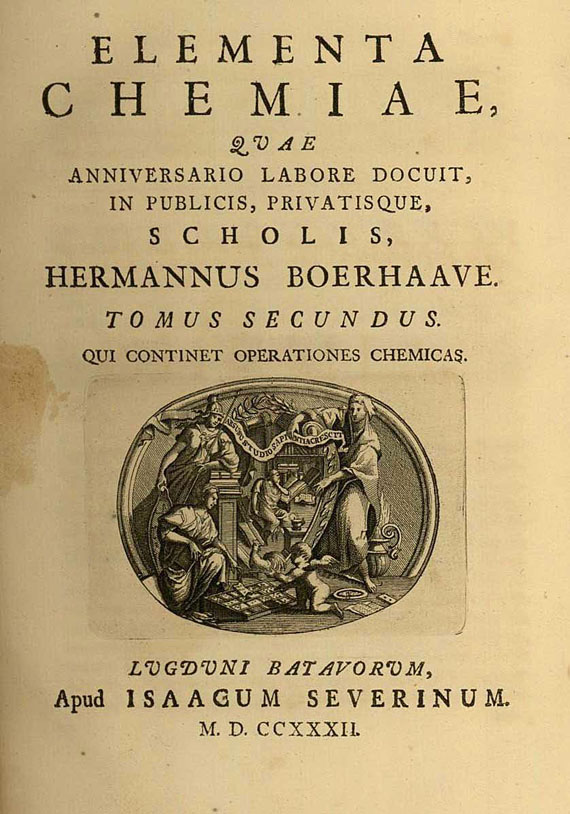
Éléments de chimie, 1732.

En chimie, il décompose le sang, le lait et tous les fluides animaux. Il introduit des méthodes quantitatives exactes et fait de patientes recherches sur le mercure. Par exemple, il distille le mercure 511 fois d'affilée, ou il chauffe un même échantillon pendant 15 ans, pour constater que le mercure ne change pas de nature. Considéré comme un « chimiste infatigable », il réussit à isoler l'urée, par chauffage de l'urine puis filtration, suivis de redissolutions et filtrations répétées. Au bout d'un an, il obtient une substance un peu salée, sans odeur et non alcaline qu'il appellera « sel naturel de l'urine ».
Il est partisan d'une séparation de la chimie et de la médecine, il s'oppose à la iatrochimie en refusant de réduire l'activité du corps à la dualité acides-alcalis, aux fermentations et aux distillations. Il déclare à ce propos qu'il faut corriger les erreurs de la chimie, par la chimie elle-même. Dans son Traité des menstrues (c'est-à-dire des dissolvants), il développe le concept d'affinité chimique, en parlant d'amitié, sans y donner un caractère affectif. Il s'agit d'un phénomène physique, d'une force mécanique et universelle de type Newtonien qui s'exerce entre les particules de différents corps. Toutefois il n'a pas dressé de tables d'affinité, comme Étienne Geoffroy qui fut le premier à en faire sous le nom de Table de rapports. Dans son traité de chimie, il ne mentionne pas la théorie du phlogistique, et il se dit plus proche d'Hoffmann que de Stahl.
Il constate que les substances végétales qui se décomposent en milieu humide produisent un acide, alors que les substances animales placées dans les mêmes conditions dégagent un alcali volatile (ammoniac). En observant des phénomènes de coagulation ou de floculation, il en déduit que le blanc d'œuf est d'une nature proche du plasma sanguin. Ce faisant, Boerhaave inaugure la distinction de ce qu'on appellera plus tard glucides et protéines. Il aurait été le premier à intégrer des éléments biochimiques dans l'enseignement médical.

### Rénovation de l'enseignement médical
Depuis 1681, sous l'impulsion de Charles Drelincourt, l'université de Leyde enseignait la médecine d'une nouvelle manière. Les cours magistraux ne s'organisent plus autour des grands auteurs médicaux, mais autour de sujets médicaux qui seront ultérieurement illustrés par des examens de malades et des autopsies.
Boerhaave s'inscrit dans ce courant. Il est ainsi considéré comme le fondateur de l'hôpital académique moderne et de la médecine clinique, ou plus exactement de l'enseignement médical au chevet des malades. Sa renommée parmi ses contemporains est immense : lorsque Pierre le Grand vient dans les Pays-Bas en 1715, il assiste à ses cours. De fait, son enseignement pratique, exposé à partir du cas des malades d'un hôpital d'une douzaine de lits à Leyde, est suivi par des étudiants venus de toute l'Europe.

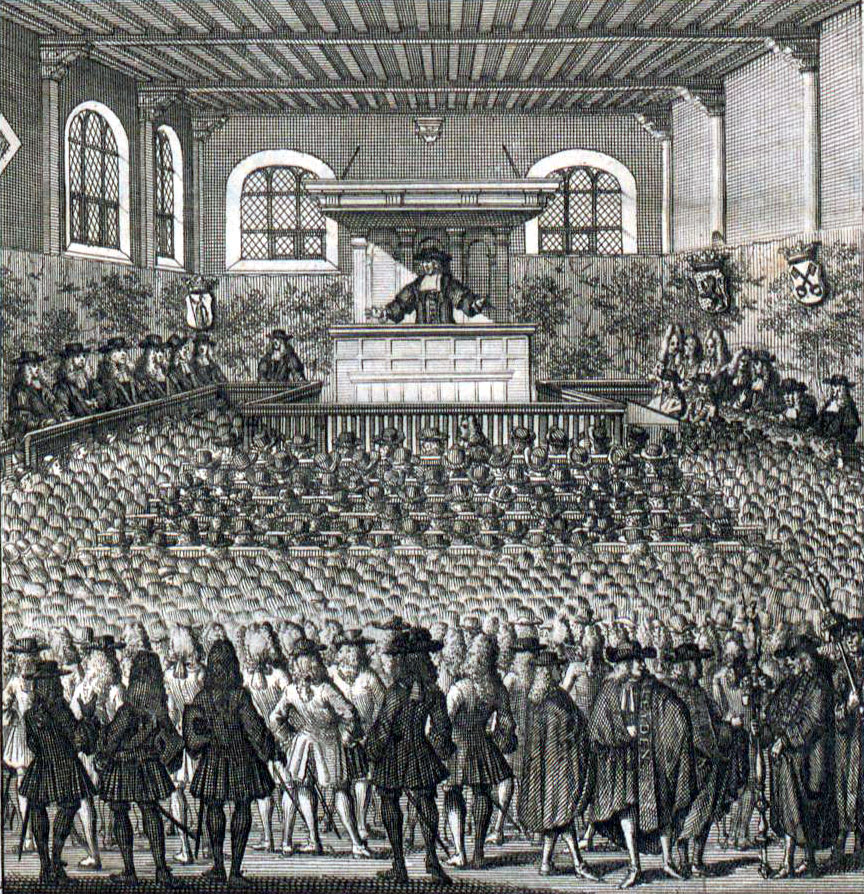
Un cours magistral de Boerhaave, Université de Leyde, 1715.

Dans son dictionnaire historique (1778), Eloy donne de long extraits d'un témoignage d'un élève de Boerhave, sur ces cours magistraux et ces leçons hospitalières :
Pour assister à ses cours (qui étaient publics), il fallait arriver plus d'une demi-heure à l'avance pour trouver place assise. Boerhave parle sans notes, sauf pour les cours de chimie où il a un cahier, sans jamais être embarrassé ou devenir obscur. Il débute par les principes simples, en variant son style et ses gestes. En empathie avec son public, il semble apprendre lui-même avec ceux qu'il instruit. Il fait comprendre rapidement et retenir longtemps. Il réveille l'attention par des comparaisons, des histoires et des anecdotes servant d'exemples ou de preuves. De ses cours « jamais on n'en sortait, sans se sentir pénétré d'une satisfaction intime, fruit de l'augmentation des connaissances qu'on venait d'acquérir ».
Boerhaave s'inscrit ainsi à l'aube du siècle des Lumières, préoccupé d'éducation et de pédagogie. Les cours publics de cette époque sont destinés à convaincre et instruire, mais en mettant l'accent sur le plaisir et la séduction. « Par nature oratoires et démonstratifs, ils se rapprochent du spectacle avec lequel il leur arrive de se confondre entièrement »
Boerhave donne ces cours quatre jours par semaine, dont une heure par jour consacré aux démonstrations de botanique en jardin académique en été, et de chimie en laboratoire l'hiver. Deux jours par semaine, il donne ses leçons de clinique dans un hôpital ouvert aux étudiants. Il visite les malades avec ses élèves. Au lit de chaque patient, il explique ses principes et sa méthode.
Il détaille d'abord les circonstances de vie du patient, et de découverte de sa maladie. Puis il fait remarquer longuement les symptômes et les signes. Il passe à la recherche de la cause et du genre de maladie quand c'est possible. Il en vient au pronostic, sur ce qu'il y a à craindre et à espérer. Il termine par le traitement et ses indications, ses succès et ses échecs. Les étudiants étaient ainsi conviés à se régler sur cette pratique méthodique et raisonnée.

### Le système de Boerhaave
La place de Boerhaave dans l'ensemble des courants médicaux de son époque a été diversement appréciée. Lui-même se réfère expressément à Hippocrate et Sydenham, surnommé « l'Hippocrate anglais », ce qui justifie de le placer dans un courant appelé « néo-hippocratisme » : ce courant entend préserver la valeur de l'observation et de la clinique hippocratique, mais débarrassée de sa théorie obsolète (théorie humorale développée par Galien).
Depuis la Renaissance, deux courants principaux rivalisent pour remplacer la médecine de Galien : la iatrochimie représentée par Paracelse et Van Helmont, et la iatrophysique, une médecine qui se base sur la mécanique, prenant pour modèles Galilée, Descartes et Newton. Dans un de ses discours académiques, Boerhaave traite de l'utilité de la mécanique pour la médecine, ce qui justifie aussi de le considérer comme un iatro-mécanicien.
Toutefois, la vaste érudition de Boerhaave et sa puissance de synthèse l'amène à déceler, entre des thèses opposées, une harmonie supérieure. Ainsi, il réunit toutes les connaissances de son temps en considérant le corps humain comme un ensemble de solides (où s'applique la mécanique) et de liquides (où s'applique une hydraulique, et éventuellement une chimie). Son système mécaniste et rationnel se veut suffisamment ouvert pour accueillir aussi bien la iatrochimie que la médecine humorale (la chimie étant censée être une « modernisation » de la médecine humorale).
Ce système de Boerhaave a été appelé « solidisme », parfois considéré aussi comme une révision critique du modèle mécaniste, par l'introduction d'un point de vue chimique.

#### Solidisme
Louis Émile Beaugrand décrit sa conception des maladies dans le Dictionnaire encyclopédique des sciences médicales (1876). Boerhaave admet des maladies des solides ou organiques, et des maladies des liquides ou humorales :
1. Les solides corporels sont constitués d'unités fonctionnelles minuscules correspondant à une fibre élémentaire[17]. Selon le degré de cohésion des particules, les fibres élémentaires, et les organes constitués par ces fibres, peuvent être faibles et lâches, ou fort et durs.
2. Les maladies des liquides et des humeurs dépendent de l'acidité, de l'alcalinité et de la viscosité ou état glutineux. Ces états sont surtout imputables à la nature des éléments.
3. Il y a encore des maladies engendrées :
  1. Par l'excès de la circulation ; c'est ainsi que la fièvre est produite par l'accélération des mouvements du cœur (principe des mouvements vitaux), et le frottement du sang dans les vaisseaux, charriant des matières acres, salines, acides, etc.
  2. Par le défaut de la circulation ou pléthore, il y a des maladies composées par obstruction, déviation, variation de diamètre de vaisseaux, variations de viscosité etc.

#### Éclectisme
Boerhaave opère ainsi une continuité doctrinale, non seulement entre les systèmes médicaux de son temps (chimie, mécanique), mais aussi depuis l'antiquité. Ainsi il prétend que l'atomisme grec aurait postulé la gravité comme une propriété des atomes, et il fait d'Hippocrate un adepte de Démocrite, tout en s'inspirant de l'antique école méthodique.
Le système de Boerhaave est aussi appelé éclectisme de Boerhaave. Il est considéré  comme l'un des premiers à tenter une synthèse de grande envergure, physique et chimique, des processus physiologiques. Animé par un esprit conciliateur, se situant à des hauteurs de vue dépassant les polémiques, il se place dans la perspective d'une médecine en progrès.

## Influence mondiale
Directement ou par ses élèves, Boerhaave exerce une influence non seulement dans toute l'Europe, mais aussi dans l'Empire Ottoman, en Chine, et en Amérique.
Ses élèves diffuseront ses pratiques en retour dans les grandes villes européennes : c'est le cas du Suisse Albrecht von Haller qui fonde l'Université de Göttingen (1733) sous l'égide de l'empereur Charles VI ou de Gerard van Swieten à l'École de Vienne, à la demande de l'impératrice Marie-Thérèse. Plusieurs souverains d'Europe se disputent ainsi les élèves de Boerhaave.
Boerhaave a eu aussi une forte influence sur l'Université d'Édimbourg en Écosse, par son élève Alexander Monro (1697-1767) qui fonde l'école médicale de cette Université en 1726,. Dans la deuxième moitié du XVIIIe siècle, l'école médicale d'Édimbourg éclipsera celle de Leyde. C'est à Edimbourg que se forment les futurs médecins américains, comme John Morgan (1735-1789), lui-même fondateur de l'école de médecine (1765) de l'Université de Pennsylvanie, et qui publie la même année un Discourse upon the Institution of Medical Schools in America.
En France, Boerhaave a peu d'influence immédiate sur les institutions médicales. L'Université de Paris reste un bastion de la vieille médecine de Galien. Un des élèves de Boerhaave, et son traducteur en français, est de La Mettrie connu pour l'Homme-Machine (1747). Les idées de Boerhaave seront reprises, de façon retardée et avec d'autant plus de forces, après la Révolution Française. Lorsque Napoléon Ier, se rend à l'école médicale de Leyde en 1811, il demande aux médecins : « A quel système vous rattachez-vous ? celui de Boerhaave ou celui de Brown ? ». Les principes d'enseignement de Boerhaave auront une forte influence sur la nouvelle école de Paris dans la première moitié du XIXe siècle,.
À Constantinople, ses Institutiones rei medicæ et Aphorismi sont traduites en arabe, on raconte que les médecins du Grand Sultan sont obligés de les connaitre par cœur.
On raconte aussi qu'un savant de la Chine lui écrivit un jour une lettre, dont l'adresse était « À l'illustre Boerhaave, Médecin en Europe », et que la lettre lui parvint.

## Publications

Aphorismi de cognoscendis et curandis morbis, 1728

- Institutiones rei medicae in usus annuae exercitationis domesticos digestae, Leyde, 1708, in-8° (Principes de médecine destinés à l'usage particulier pratique quotidien ; nombreuses éditions en Hollande, à Paris, à Londres, etc.; traduction française par La Mettrie, Institutions de Médecine, Rennes, 1738, in-8; Paris, 1750, in-12 ; etc.,)
- Aphorismi de cognoscendis et curandis morbis (Leyde, 1709; traduction française, par La Mettrie).
- Index plantarum quae in horto academico Lugduno Batavo reperiuntur (Leyde, 1710, in-8; 1720, in-4 ; 1727, 2 volumes in-4)
- Epistola de fabrica glandularurn in corpore humano, etc. (Leyde, 1722, in-4, et plusieurs éditions), etc.
- Elementa chemiae (Paris, 1724; traduction française, par La Mettrie)
- (fr + la) « Préface » sur Google Livres, dans Botanicon Parisiense, Leyde, Vander, 1727Biographie de Sébastien Vaillant en préface du Botanicon Parisiense, que Boerhaave a fait publier.
- Avec Gottfried Sellius : [De imaginario] Dissertatio philosophico-juridica inauguralis de imaginario, quod scientiis adhaeret, in jurisprudentia detegendo, 1730
- Système de Monsieur Herman Boerhaave sur les maladies vénériennes, trad. La Mettrie, Paris, Prault, 1735

Ses élèves ont en outre publié sous son nom : Methodus discendi medicinam, revu par Haller, 1751.
On lui doit un grand nombre d'éditions d'ouvrages anciens ou nouveaux, entre autres les éditions d'Arétée de Cappadoce, Leyde, 1731, et de l'Historia insectorum de Jan Swammerdam, 1737. Ses œuvres complètes ont paru à Venise en 1766, in-4.